# カルロス・マルティネス (1999年生のサッカー選手)
カルロス・マヌエル・マルティネス・カストロ（Carlos Manuel Martínez Castro、1999年3月30日 - ）は、コスタリカ・サンタアナ出身のプロサッカー選手。アラフエレンセ所属。コスタリカ代表。ポジションはディフェンダー。

## 経歴
1999年3月30日、コスタリカの首都サンホセ州にあるサンタ・アナ地区で生まれたカルロスは貧困の中で育った。彼の母親は彼の姉と弟も養う必要があり、毎朝午前2時に起きては首都サンホセでトルティーヤを売って生活費を得た。その後、彼がセネガルのアスパイア・アカデミーに入団するため、一家はコスタリカを一度去ることになった。
2015年、セネガルのアスパイア・アカデミーに入団し、コスタリカ人としては2人目のアカデミー入団となった。
2017年、ベルギーのKASオイペンと契約。
2019年、コスタリカのグアダルーペFCと契約し、リーグ戦31試合に出場した。
2021年には全治6ヶ月の大怪我を負ったためW杯に出場するという夢は絶望的と思われたものの
リハビリの末に2022年11月4日、カタールW杯に向けたメンバーの1人に選ばれた。

## 代表歴

### 出場大会
- コスタリカ代表
  - 2022 FIFAワールドカップ

### 試合数
- 国際Aマッチ 11試合 0得点（2022年-）[7]

| コスタリカ代表 | 国際Aマッチ | 国際Aマッチ |
| 年             | 出場        | 得点        |
| -------------- | ----------- | ----------- |
| 2022           | 8           | 0           |
| 2023           | 3           | 0           |
| 通算           | 11          | 0           |